# Kenny Black
Kenneth George Black (Stenhousemuir, 29 novembre 1963) è un allenatore di calcio ed ex calciatore scozzese, di ruolo centrocampista.

## Carriera

### Allenatore
Ha allenato l'Airdrie United dal novembre del 2006 al 2010.

## Palmarès

### Giocatore

#### Competizioni nazionali
- Coppa di Lega scozzese: 1

Rangers: 1981-1982
- Scottish Challenge Cup: 1

Airdrieonians: 1994-1995
- Scottish League One: 1

Airdrie United: 2003-2004

### Allenatore

#### Competizioni nazionali
- Scottish Challenge Cup: 1

Airdrie United: 2008-2009